# Радич Божић
Радич Божић (? — септембар 1528) био је истакнути српски војвода у јужним областима Краљевине Угарске, а потом и титуларни српски деспот (1527-1528), у служби угарског краља Јована Запоље.

## Биографија
Прешавши првих година 16. века из Османског царства у Угарску добио је од краља Лајоша II у посед градове Шољмош и Липово.
Учествовао је у угарско-српској војсци која је 1502. код Рама прешла у Србију и запалила Кладово, Видин и Никопољ.
Године 1522. постао је заповедник флоте од 500 шајки. Заједно се Палом Томоријем потукао је 12. августа 1523. код Манђелоса у Срему босанског пашу Ферхата. Иако болестан и стар, после Мохачке битке разбио је једно одељење турске војске код Титела као што је потукао једну одабрану турску чету пред Мохачку битку код Петроварадина 1526. године. Поред „цара“ Јована важио је за најугледнију српску личност у Угарској.
У сукобу после угарског пораза на Мохачу (1526) између краља Фердинанда Хабзбуршког и војводе Јована Запоље, он се ставио на страну Јована, од кога је 1527. добио високо достојанство (титулу) — Српског деспота у Угарској.